# Cratérope d'Aylmer
Argya aylmeri
Espèce
Statut de conservation UICN

 LC  : Préoccupation mineure
Le Cratérope d'Aylmer (Turdoides aylmeri) est une espèce de passereau de la famille des Leiothrichidae.

## Répartition
Cet oiseau peuple l'Éthiopie, le Kenya, la Somalie et la Tanzanie.

## Habitat
Son habitat naturel est les zones arbustives sèches subtropicales ou tropicales.